# Samin (wieś w województwie kujawsko-pomorskim)
Samin – wieś w Polsce, w województwie kujawsko-pomorskim, w powiecie brodnickim, w gminie Bartniczka.
W latach 1975–1998 Samin administracyjnie należał do województwa toruńskiego.

## Położenie
Leży nad Jeziorem Samińskim i rzeką Samionką, która jest dopływem kanału Brynica.

## Krótki opis
Samin to osada o zabudowie rozproszonej zamieszkiwana przez 111 ludzi w 41 gospodarstwach domowych. Głównym zajęciem mieszkańców jest rolnictwo.

## Historia i demografia
Pierwsza wzmianka o Saminie pochodzi z roku 1337. Dawne nazwy: Sarnin (1337 r.), Semmin, Semyn, Sarnino (1543 r.). W 1868 roku składała się z 34 budynków, 20 domów i 150 mieszkańców. W 1885 roku liczyła 15 domów i 134 mieszkańców; w 1910 roku – 14 domów, 141 mieszkańców i 459 ha, zaś w 1921 roku – 15 domów i 157 mieszkańców. W roku 1988 liczba mieszkańców wynosiła 126 osób, w roku 2002 - 114, w roku 2009 - 120, a 2 lata później (III 2011 r.) było ich 127.

## Kultura
W Saminie znajduje się świetlica wiejska, w której odbywają się nieoficjalne imprezy takie jak prywatne uroczystości, czy oficjalne typu jasełka. Odbywają się też lokalne rozgrywki w tenisa stołowego, oraz zajęcia organizowane przez Fundację Jaskółka

## Turystyka
Przez obszar wsi prowadzi znakowany szlak turystyki pieszej, koloru niebieskiego, tzn. dalekobieżnego. Jego trasa to: Górzno – Gutowo – Radoszki – Samin – Janówko – Jajkowo.

## Rzeka Samionka

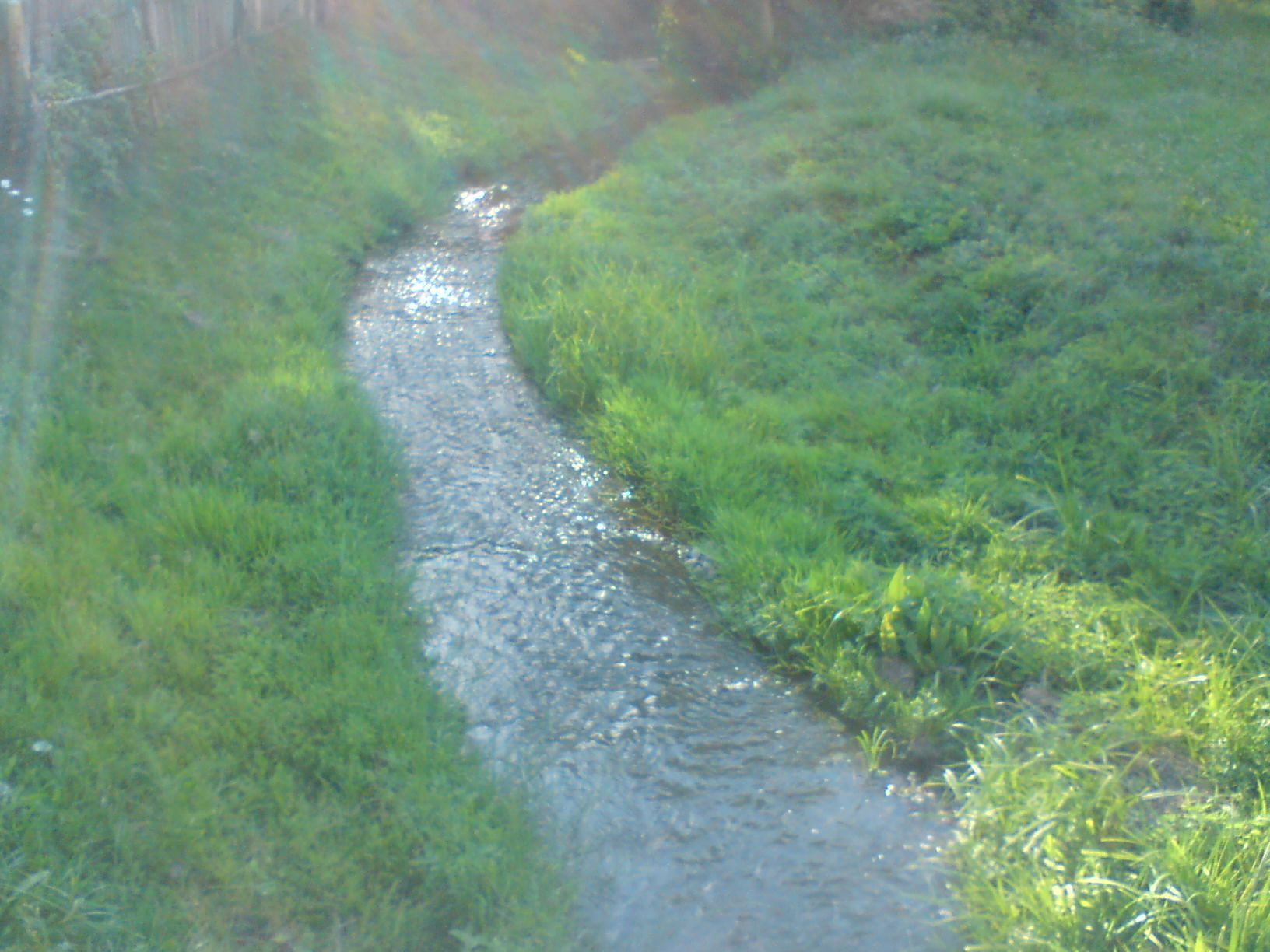
Rzeka Samionka

Samionka jest prawobocznym dopływem, uchodzącym do Brynicy na 21,0 km. Wypływa ona z mokradła stałego w okolicy Małe Leźno. Ma 8,8 km długości. Średni spadek rzeki jest wysoki i wynosi 5,37‰ (odcinkami do 10‰). Samionka osiąga szerokość 1–3 m, głębokość 0,3-0,5 m (do 1,1 m w odcinku ujściowym), a przepływ wynosi około 0,15 m³/s. W środkowym biegu przepływa przez jezioro Samińskie (pow. 50,6 ha).